# Operator-algebra
In de functionaalanalyse is een operator-algebra een algebra van  continue lineaire operatoren op een topologische vectorruimte met de operatie vermenigvuldiging gegeven door compositie van mappings. Hoewel deze tak van de wiskunde meestal wordt ingedeeld als een onderdeel van de functionaalanalyse, vindt de operator-algebra directe toepassing in de representatietheorie, de differentiaalmeetkunde, de kwantumstatistische mechanica en de kwantumveldentheorie.
Deze algebra’s kunnen worden gebruikt bij het bestuderen van willekeurige verzamelingen van operatoren met weinig gelijktijdige algebraïsche relatie. Vanuit dit oogpunt kunnen operator-algebra’s worden beschouwd als een veralgemening van de spectraaltheorie van een enkelvoudige operator. In het algemeen zijn operator-algebra's  niet-commutatieve ringen.
In het algemeen vereist men dat een operatoralgebra gesloten is in een specifieke operatortopologie binnen de algebra van de gehele continue lineaire operatoren. In het bijzonder is het een verzameling van operatoren met zowel algebraïsche als topologische afsluitingseigenschappen. In sommige disciplines worden zulke eigenschappen geaxiomatiseerd en vormen algebra’s met een bepaalde topologische structuur het onderwerp van het onderzoek.